# Робер од Кларија
Робер од Кларија (фр. Robert de Clari; рођен око 1170, умро после 1216) је био француски ситни племић (витез), учесник и историчар Четвртог крсташког рата (1202—1204. год.). По повратку из похода, у коме су крсташи неочекивано заузели престоницу Византијског царства, Цариград, Робер је на старофранцуском језику саставио историју Освајање Константинопоља (Le Conquete de Constantinople) у којој је описао догађаје од 1202. до 1216. године.
Робер је био ситни феудалац из Пикардије и припадао је витешкој породици која је служила кући грофова од Амијена а заузврат је уживала приходе из села Клари. Робер и његов отац Жил спомињу се као сведоци правне радње у две повеље издате 1202. године. Поред тога, Робер је имао и брата Алеума који је био свештеник. Као вазали Пјера од Амијена, два брата су кренула у Четврти крсташки рат. Робер је доцније детаљно описао битке у којима је учествовао. Прво, освајање Цариграда у јулу 1203. године, које су крсташи и Млечани предузели за рачун претендента на византијски престо Алексија IV Анђела, а затим и заузеће византијске престонице у 13. априла 1204. које је резултовало успостављањем Латинског царства. Пјер од Амијена је преминуо у марту 1205. године након повратка са похода на Солун који је повео латински цар Балдуин I Фландријски против одметнутог маркиза Бонифација Монфератског. Након Пјерове смрти његов рођак Иг, гроф од Сен Пола, је повео витезе покојног амијенског великаша, међу којима је био и Робер, назад у Француску. Тиме су Робер од Кларија и његови саборци избегли учешће у фаталној бици код Једрена (април 1205. год.) у којој су Бугари тешко поразили крсташе и заробили цара Балдуина.
По повратку у Пикардију, Робер је у оближњи манастир св. Петра у Корбијеу пренео хришћанске реликвије донесене из Цариграда. Судећи по каснијем списку реликвија и описима из 17. и 18. века у Робер је манастиру обезбедио два реликвијара у облику крста, један од сребра, други од кристала, у којима су се налазили делићи Истинског крста, Христове круне од трња, одежде и сунђера са кога су му римски војници давали да пије. Реликвије које је пренео у Корбије изгледа да су се првобитно налазиле дворској цркви Пресвете Богородице Фароске. Робер је највероватније већ по повратку почео да диктира и уобличује своја сећања на крсташки поход. Оригиналном делу је додао и краћи епилог у коме је споменуо догађаје закључно са смрћу Балдуиновог брата и наследника Хајнриха 1216. године. Робер од Кларија је преминуо након те године, можда као монах у Корбијеу.
Робер је по свему судећи био неписмен и необразован и његово историографско дело Освајање Константинопоља записано је у простом приповедачком стилу блиском усменој традицији 12. века. Ипак, Роберово дело је записано на старофранцуском, а не латинском језику, и у прозној форми и тиме, уз сродну историју још једног крсташа Жофроа де Вилардуена, представља прекретницу у француској средњовековној књижевности. За разлику од великаша и једног од актера крупне политике Вилардуена, Робер од Кларија је догађаје описао из угла обичног ратника, без жеље да правда потезе крсташа или улази у теолошке полемике са „шизматичним“ Византинцима. Према Византинцима је гајио уобичајене западњачке предрасуде у погледу њихових војних способности, али личну нетрпељивост је осећао само према великашима који су обичне војнике лишавали тешко стеченог плена и смештаја. Сем као непристрасни извештај учесника у догађајима, Роберова историја је сачувала и врло вредне описе византијске престонице, њених чудотворних цркава и светиња као и локалну усмену традицију о прастарим цариградским споменицима, дакле податке какви не постоје ни у једном другом западноевропском извору.
Као што је већ споменуто, Роберова историја је вероватно закључена са догађајима из 1205. године, али је аутор након смрти Хајнриха Фландријског 1216. одлучио да дода један краћи епилог у коме је само побројао најважније догађаје између априла 1205. и јуна 1216. године. Освајање Константинопоља је сачувано само у једном рукопису насталом као препис у Корбијеу око 1300. године који је током 16. века однесен (украден?) из манастира. Читав кодекс, који се састоји од преписа укупно пет дела, од 1664. се налази у Краљевској библиотеци у Копенхагену. Освајање Константинопоља Робера од Кларија је поново откривено 1786. године, а прво критичко издање је приређено у Берлину 1873. године.